# Valérie Devaux
Valérie Devaux (nascida a 19 de Junho de 1964) é uma política francesa da União dos Democratas e Independentes que serve como membro do Parlamento Europeu desde 2024.

## Carreira política
Devaux foi vice-prefeita de Amiens de 2020 a 2024.
No parlamento, Devaux tem servido desde então na Comissão de Transportes e Turismo e na Comissão dos Direitos da Mulher e Igualdade de Género. Para além das suas atribuições na comissão, faz parte das delegações do parlamento na Assembleia Parlamentar Euro-Latino-Americana e para as relações com os países da América Central.